# گوویا
گوویا (Gouveia) یکی از شهرهای کشور پرتغال است که در محدودهٔ شهرداری‌ای به همین نام قرار گرفته‌است.
شهرداری گوویا در بخش گوآردا، شهرستان سرا دا استرلا و در ناحیهٔ سنترو واقع شده‌است.
حوزهٔ شهرداری گوویا ۳۰۰٫۶ کیلومتر مربع مساحت و جمعیت کل آن ۱۵٬۷۹۲ نفر است. جمعیت خود شهر گوویا ۳٬۷۵۹ نفر است.
شهرداری گوویا از ۲۲ محله تشکیل شده‌است.
شهردار کنونی آن آلوارو دوس سانتوس آمارو نام دارد که توسط حزب سوسیال دموکرات منتخب شده‌است.
تعطیلات شهرداری دوشنبه بعد از یکشنبه دوم ماه اوت است.